# Tzolkin
Tzolkin – mezoamerykański kalendarz rytualny. Razem ze świeckim kalendarzem haab i długą rachubą tworzył odrębny, ale wzajemnie skorelowany kalendarz Majów. Liczył 260 dni i składał się z dwudziestodniowych „tygodni” z nazwami dni oraz trzynastodniowych „miesięcy” numerowanych od 1 do 13. Taki układ liczb wynikał z tego, że podstawową liczbą Majów było dwadzieścia.
Nazwa tzolkin pochodzi z języka maya i oznacza „odliczanie dni”. W czasach prekolumbijskich używały go różne ludy, więc miał on kilka nazw, np. jego azteckim odpowiednikiem w języku nahuatl był tonalpohualli.

## Historia
Tzolkin uważany jest za najstarszy i najważniejszy pod względem kulturowym kalendarz mezoamerykański. Powstał prawdopodobnie w I wieku p.n.e. Jego najwcześniejsze ślady pochodzą z olmeckiej inskrypcji odkrytej w jaskini Oxtotitlán oraz artefaktu Humboldta. Oba znaleziska datowane są na około 900 rok p.n.e. Nieco młodsze wersje kalendarza pochodzące z czasów Zapoteków odnaleziono na wyżynie Oaxacan m.in. w Monte Albán. Ich wiek oszacowano na połowę I wieku p.n.e. Znanych jest również kilka innych wczesnych inskrypcji oraz artefaktów, na których może znajdować się kalendarz, jednak ich wiek i przedstawione glify budzą wątpliwości wśród badaczy.
Na podstawie zorientowania mezoamerykańskich świątyń wybudowanych między 1100 i 750 r. p.n.e. wysuwa się hipotezę o jeszcze starszym pochodzeniu 260-dniowego kalendarza.
Jego pierwotne znaczenie, poza potrzebą pomiaru czasu, nie jest do końca jasne. Według jednej z teorii kalendarz wywodzi się z matematycznych działań opartych na liczbach trzynaście i dwadzieścia, które dla Majów miały duże znaczenie. Ich najmniejsza wspólna wielokrotność wynosi 260 i tyleż ma on dni. Podejrzewa się, że tzolkin mógł być oparty na cyklu orbitalnym Wenus, która przez 263 dni jest widoczna na niebie wczesnym rankiem, po czym na 50 dni znika za słońcem i znów na 263 dni pojawia się na wieczornym niebie. Mezoamerykańskie ludy obserwowały Wenus bardzo uważnie i przypisywały jej szczególną moc, więc oparty na jej cyklu kalendarz również mógł posiadać pewną jej część. Wiara w to była tak silna, że ludzie często nosili imiona od dnia swoich narodzin, np. 7 Manik, czy 11 Chuwen. Według innej teorii tzolkin stanowił odniesienie do długości ludzkiej ciąży. W ten sposób akuszerki miały przewidywać daty narodzin dzieci.

## Zasady funkcjonowania
W tzolkinie każdy dzień miał swoją nazwę oraz przypisaną liczbę. Cykl rozpoczynał się od 1 Imix i kończył na 13 Ben, po czym numeracja rozpoczynała się od początku. Kombinacja tej samej liczby i nazwy powtarzała się ponownie po 260 dniach. Przekładając ten system na kalendarz gregoriański, funkcjonowało to w ten sposób, że po 1 stycznia nie następował 2 stycznia, lecz 2 lutego, potem 3 marca itd. Po 12 grudnia kolejnym dniem był 13 stycznia.
Tzolkin nie funkcjonował jednak samodzielnie, gdyż był skorelowany z kalendarzem haab i daty podawano zwykle w obu tych systemach. W ten sposób każdy dzień miał dwie nazwy i dwie liczby. Przykładowo 12 października 2004 mógł być zapisany jako 2 Lamat 11 Yax, przy czym pierwszy człon pochodził z tzolkina, a drugi z haab. Jednakże z uwagi na to, że oba kalendarze miały różną długość i nie były ze sobą zsynchronizowane, to w chwili gdy w tzolkinie znów nastąpił 2 Lamat nie był on już w parze z 11 Yax, lecz innym dniem. Identyczna konfiguracja obu tych dat następowała po 18 980 dniach, czyli 52 latach.

## Nazwy dwudziestu dni
| Nr | Nazwa dnia | Glif z inskrypcji | Glif z Kodeksu | Nazwa w XVI-wiecznym języku maya | Nazwa w zrekonstruowanym klasycznym języku Majów | Symbol lub znaczenie               |
| -- | ---------- | ----------------- | -------------- | -------------------------------- | ------------------------------------------------ | ---------------------------------- |
| 01 | Imix’      |                   |                | Imix                             | Imix (?) / Ha’ (?)                               | Lilia wodna, wodny smok            |
| 02 | Ik’        |                   |                | Ik                               | Ik’                                              | wiatr, siły życiowe                |
| 03 | Ak’b’al    |                   |                | Akbal                            | Ak’b’al (?)                                      | ciemność, noc, barwa czarna        |
| 04 | K’an       |                   |                | Kan                              | K’an (?)                                         | kukurydza, jaszczurka, dojrzałość  |
| 05 | Chikchan   |                   |                | Chicchan                         | (nieznana)                                       | niebiański wąż                     |
| 06 | Kimi       |                   |                | Cimi                             | Cham (?)                                         | śmierć                             |
| 07 | Manik’     |                   |                | Manik                            | Manich’ (?)                                      | jeleń                              |
| 08 | Lamat      |                   |                | Lamat                            | Ek’ (?)                                          | Wenus, gwiazda, królik             |
| 09 | Muluk      |                   |                | Muluc                            | (nieznana)                                       | żady, woda                         |
| 10 | Ok         |                   |                | Oc                               | (nieznana)                                       | pies                               |
| 11 | Chuwen     |                   |                | Chuen                            | (nieznana)                                       | wyjce                              |
| 12 | Eb’        |                   |                | Eb                               | (nieznana)                                       | miotła, trawa, niszczycielska woda |
| 13 | B’en       |                   |                | Ben                              | (nieznana)                                       | trzcina                            |
| 14 | Ix         |                   |                | Ix                               | Hix (?)                                          | jaguar                             |
| 15 | Men        |                   |                | Men                              | (nieznana)                                       | orzeł, mądrość                     |
| 16 | Kib’       |                   |                | Cib                              | (nieznana)                                       | sowa/sęp, woski                    |
| 17 | Kab’an     |                   |                | Caban                            | Chab’ (?)                                        | ziemia                             |
| 18 | Etz’nab’   |                   |                | Etznab                           | (nieznana)                                       | krzesiwo                           |
| 19 | Kawak      |                   |                | Cauac                            | (nieznana)                                       | burza                              |
| 20 | Ajaw       |                   |                | Ahau                             | Ajaw                                             | władca, słońce                     |
|    |            |                   |                |                                  |                                                  |                                    |